# Spaghetti alle vongole

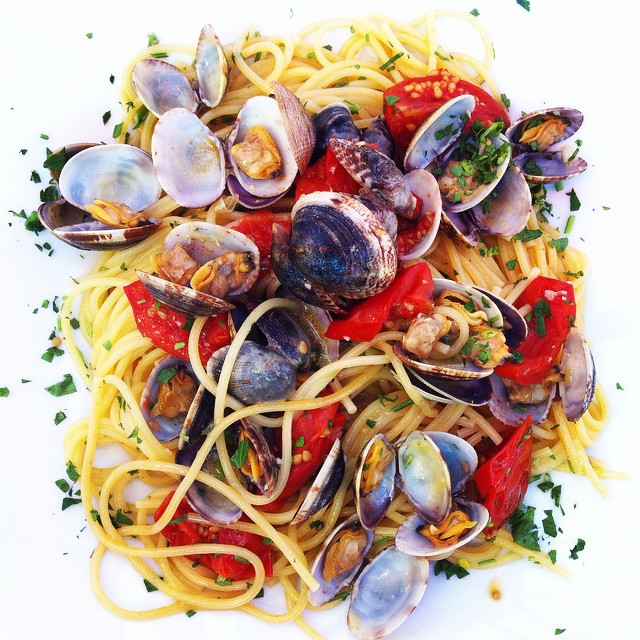
Spaghetti alle vongole

Spaghetti alle vongole [spaˈɡetti alle ˈvoŋɡole] (Italienisch für „Spaghetti mit Venusmuscheln“) sind ein in ganz Italien und besonders in den Küstenregionen verbreitetes Nudelgericht.
Zur Zubereitung werden frische, kleinere Venusmuscheln gereinigt und mit Weißwein, Olivenöl, Knoblauch, Petersilie und eventuell Tomaten gekocht, bis sich die Schalen geöffnet haben. Gewürzt wird mit Pfeffer oder scharfen Peperoncini, Salz ist meist nicht notwendig. Zu den fertigen Muscheln gibt man die inzwischen al dente gekochten Spaghetti, lässt das Gericht kurz ziehen und trägt es sofort auf, üblicherweise mit den Muschelschalen. Die Variante ohne Tomaten wird auch Spaghetti alle vongole in bianco genannt. 
An den Sandstränden der Adria findet man reichlich kleine Venusmuscheln, die gesammelt und für dieses Gericht verwendet werden. Große Mengen aus der Lagune von Venedig werden auf dem Fischmarkt in Chioggia umgeschlagen und von dort aus auch exportiert.